# Perfect
Perfect ist ein US-amerikanisches Filmdrama von James Bridges aus dem Jahr 1985.

## Handlung
Der Rolling-Stone-Reporter Adam Lawrence (John Travolta) wird von New York nach Los Angeles geschickt, um einen Artikel über einen Geschäftsmann zu schreiben, der wegen Drogenhandels verhaftet wurde. Während seines Aufenthalts in L.A. sieht Adam die Chance, Material für eine weitere Geschichte zu sammeln, in der es darum geht, dass „Fitnessclubs die Single-Bars der 80er Jahre sind“. Er besucht „The Sport Connection“, ein beliebtes Fitnessstudio, wo er die Workout-Trainerin Jessie Wilson (Jamie Lee Curtis) trifft und sie um ein Interview bittet. Aufgrund einer früheren schlechten Erfahrung mit der Presse, als sie eine Wettkampfschwimmerin war, lehnt Jessie ab.
Adam tritt dem Fitnessclub bei und überredet bald andere Clubmitglieder, ihm von dem Fitnessstudio und dessen Auswirkungen auf ihr Liebesleben zu erzählen. Einige, wie die lebenslustige Linda und Sally, sind nur allzu offen über ihre Erfahrungen mit dem anderen Geschlecht. Obwohl sie nicht zustimmt, Teil seiner Geschichte zu sein, entwickelt sich zwischen Jessie und Adam schließlich eine Romanze, die ihn in ein moralisches Dilemma bringt; als Journalist hat er seinen objektiven Standpunkt verloren.
Jessie beginnt, ihm zu vertrauen. Weniger zynisch als zuvor, bemüht sich Adam, Jessie zu zeigen, dass nicht alle Journalisten auf die billige Sensation aus sind. Er schreibt eine ausführliche, fair geführte Analyse über Fitnessclubs als Singletreffszene. Doch sie wird von seinem Chef, dem Rolling Stone-Chefredakteur Mark Roth (Jann Wenner), als inakzeptabel eingestuft.
Adams Artikel wird zur Bearbeitung an andere weitergegeben, wobei er sich auf das Material seiner Kollegin Frankie, einer Fotografin, stützt. Sie findet einen alten Zeitschriftenartikel, der peinliche Details über eine Romanze mit Jessie enthält. Adam reist für einen anderen Auftrag nach Marokko und ist sich der Änderungen an seiner Geschichte nicht bewusst und zu spät, um sie zu stoppen. Das hat verheerende Auswirkungen auf Jessie, aber auch auf andere wie Sally und Linda, die als „das meistbenutzte Gerät in der Turnhalle“ bezeichnet wird.
Adam versucht, Jessie die ganze Situation zu erklären, kann es aber nicht. Währenddessen muss er einem Prozess beiwohnen, bei dem er als Zeuge aussagen soll. Als Reporter, der sich auf die Rechte des ersten Verfassungszusatzes beruft, beschließt er, einem Richter nicht zu gehorchen, der Adam anweist, die Tonbänder des Interviews mit dem Geschäftsmann zu übergeben. Adam wird wegen Missachtung des Gerichts inhaftiert.
Jessie kann sehen, dass Adam ein Mann seines Wortes ist und glaubt ihm, dass er den Artikel nicht so geschrieben hat, wie er im Rolling Stone erschienen ist.

## Kritiken
Vincent Canby spottete in der New York Times vom 7. Juni 1985, der Film sei das „absolute, idiotische“ Ende des neuen Subgenres der Filme über Journalismus, das Alan J. Pakula mit Die Unbestechlichen begründet habe. Er biete eine „unbeabsichtigt komische Mischung aus konfusem Moralisieren“ und Selbstdarstellung. Die „Leinwandpersönlichkeit“ von Jamie Lee Curtis sei ähnlich „stark“ wie ihr Körper („Miss Curtis’s screen personality is as strong and striking as her body“).
Das Lexikon des internationalen Films schrieb, der Film schmücke sich „mit gesellschaftskritischen Motiven des Polit-Krimis, ohne diesen Anspruch konsequent durchzuhalten“. Er sei „trotz guter Kameraarbeit und einer überzeugenden Hauptdarstellerin“ „eher simpel gestrickt“ und praktiziere „genau das, was er angeblich anprangert: den sensationslüsternen Blick in die menschliche Intimsphäre“.

## Auszeichnungen
Der Film wurde 1986 dreimal für den Spott-Preis Goldene Himbeere nominiert: John Travolta (Schlechtester Schauspieler), Marilu Henner (Schlechteste Nebendarstellerin), Aaron Latham und James Bridges (schlechtestes Drehbuch).

## Hintergrund
Der Film wurde in Kalifornien, darunter in Alabama Hills, gedreht. Er spielte in den Kinos der USA ca. 12,9 Millionen US-Dollar bei geschätzten 19 Millionen Dollar Produktionskosten ein.